# Giải của Hiệp hội phê bình phim Los Angeles cho phim ngoại ngữ hay nhất
Giải của Hiệp hội phê bình phim Los Angeles cho phim ngoại ngữ hay nhất là một giải của Hiệp hội phê bình phim Los Angeles dành cho phim không nói tiếng Anh, được bầu chọn là hay nhất trong năm.

## Các phim đoạt giải

### Thập niên 1970
| Năm                     | Tên tiếng Anh                 | Tên gốc                   | Nước             | Đạo diễn       |
| ----------------------- | ----------------------------- | ------------------------- | ---------------- | -------------- |
| Phim ngoại ngữ hay nhất |                               |                           |                  |                |
| 1975                    | And Now My Love               | Toute une vie             | Pháp/Ý           | Claude Lelouch |
| 1976                    | Face to Face                  | Ansikte mot ansikte       | Thụy Điển        | Ingmar Bergman |
| 1977                    | That Obscure Object of Desire | Cet obscur objet du désir | Pháp/Tây Ban Nha | Luis Buñuel    |
| 1978                    | Madame Rosa                   | La vie devant soi         | Pháp             | Moshe Mizrahi  |
| 1979                    | Soldier of Orange             | Soldaat van Oranje        | Hà Lan           | Paul Verhoeven |

### Thập niên 1980
| Năm  | Tên tiếng Anh               | Tên gốc                     | Nước          | Đạo diễn           |
| ---- | --------------------------- | --------------------------- | ------------- | ------------------ |
| 1981 | The Tin Drum                | Die Blechtrommel            | Tây Đức       | Volker Schlöndorff |
| 1982 | Pixote                      | Pixote: A lei do mais fraco | Brasil        | Hector Babenco     |
| 1983 | Mad Max 2: The Road Warrior | Mad Max 2: The Road Warrior | Úc            | George Miller      |
| 1984 | Fanny and Alexander         | Fanny och Alexander         | Thụy Điển     | Ingmar Bergman     |
| 1984 | The Fourth Man              | De vierde man               | Hà Lan        | Paul Verhoeven     |
| 1985 | Ran                         | Ran                         | Nhật Bản/Pháp | Akira Kurosawa     |
| 1985 | The Official Story          | La historia oficial         | Argentina     | Luis Puenzo        |
| 1986 | Vagabond                    | Sans toit ni loi            | Pháp/Anh      | Agnès Varda        |
| 1987 | Goodbye, Children           | Au revoir, les enfants      | Pháp/Tây Đức  | Louis Malle        |
| 1988 | Wings of Desire             | Der Himmel über Berlin      | Pháp/Tây Đức  | Wim Wenders        |
| 1989 | Distant Voices, Still Lives | Distant Voices, Still Lives | Anh           | Terence Davies     |
| 1989 | Story of Women              | Une affaire de femmes       | Pháp          | Claude Chabrol     |

### Thập niên 1990
| Năm                     | Tên tiếng Anh              | Tên gốc                | Nước                 | Đạo diễn                   |
| ----------------------- | -------------------------- | ---------------------- | -------------------- | -------------------------- |
| 1990                    | Life and Nothing But       | La vie et rien d'autre | Pháp                 | Bertrand Tavernier         |
| 1991                    | The Beautiful Troublemaker | La belle noiseuse      | Pháp/Thụy Sĩ         | Jacques Rivette            |
| 1992                    | The Crying Game            | The Crying Game        | Anh/Nhật Bản         | Neil Jordan                |
| 1993                    | Farewell, My Concubine     | Ba wang bie ji         | Trung quốc/Hồng Kông | Chen Kaige                 |
| 1994                    | Three Colours: Red         | Trois couleurs: Rouge  | Pháp/Ba Lan          | Krzysztof Kieslowski       |
| Phim ngoại ngữ hay nhất |                            |                        |                      |                            |
| 1995                    | Wild Reeds                 | Les roseaux sauvages   | Pháp                 | André Téchiné              |
| 1996                    | A Judgement in Stone       | La cérémonie           | Pháp                 | Claude Chabrol             |
| 1997                    | The Promise                | La promesse            | Bỉ                   | Jean-Pierre & Luc Dardenne |
| 1998                    | The Celebration            | Festen                 | Đan Mạch             | Thomas Vinterberg          |
| 1999                    | All About My Mother        | Todo sobre mi madre    | Tây Ban Nha          | Pedro Almodóvar            |

### Thập niên 2000
| Năm  | Tên tiếng Anh                | Tên gốc                       | Nước                 | Đạo diễn'                        |
| ---- | ---------------------------- | ----------------------------- | -------------------- | -------------------------------- |
| 2000 | Yi Yi: A One and a Two       | Yi yi                         | Nhật Bản/Đài Loan    | Edward Yang                      |
| 2001 | No Man's Land                | No Man's Land                 | Bosna và Hercegovina | Danis Tanovic                    |
| 2002 | And Your Mother Too          | Y tu mamá también             | México               | Alfonso Cuarón                   |
| 2003 | The Man on the Train         | L'homme du train              | Pháp                 | Patrice Leconte                  |
| 2004 | House of Flying Daggers      | Shi mian mai fu               | Trung quốc/Hồng Kông | Zhang Yimou                      |
| 2005 | Hidden                       | Caché                         | Áo/Pháp              | Michael Haneke                   |
| 2006 | The Lives of Others          | Das Leben der Anderen         | Đức                  | Florian Henckel von Donnersmarck |
| 2007 | 4 Months, 3 Weeks and 2 Days | 4 luni, 3 săptămâni şi 2 zile | România              | Cristian Mungiu                  |
| 2008 | Still Life                   | Sanxia haoren                 | Trung quốc/Hồng Kông | Jia Zhangke                      |